# 2011-es magyar teniszbajnokság
A 2011-es magyar teniszbajnokság a száztizenkettedik magyar bajnokság volt. A bajnokságot augusztus 8. és 14. között rendezték meg Budapesten, a Park Teniszklubban.

## Eredmények
| Versenyszám  | Arany                                            | Arany | Ezüst                                                          | Ezüst | Bronz | Bronz |
| ------------ | ------------------------------------------------ | ----- | -------------------------------------------------------------- | ----- | --- | ----- |
| Férfi egyéni | Balázs Attila Kiskastély SE                      |       | Nagy Péter Budaörsi SC                                         |       | Balázs György MTKKovács Márk MTK                                                                                             |       |
| Női egyéni   | Marosi Katalin Tabáni Spartacus                  |       | Bukta Ágnes Ábris Team 2010 TSE                                |       | Mikó Zsófia Marcal TCEHabler Henrietta Ábris Team 2010 TSE                                                                   |       |
| Férfi páros  | Balázs Attila, Balázs György Kiskastély SE, MTK  |       | Kisgyörgy Gergely, Madarász Gergely Ferencvárosi TC, Diego VKE |       | Szatmáry Adrián, Tóth Bence Gyula Tálentum TC, MTKNagy Péter, Sardú Dániel Budaörsi SC, Kőszegi SE                           |       |
| Női páros    | Borsányi Csilla, Marosi Katalin Tabáni Spartacus |       | Bukta Ágnes, Mikó Zsófia Ábris Team 2010 TSE, Marcal TCE       |       | Rohonyi Réka, Szlavikovics Szabina Ábris Team 2010 TSE, Tálentum TCBorbély Rita, Suhajda Edit Pécs 2000 TC, Tabáni Spartacus |       |